# 杜塞道夫城鐵

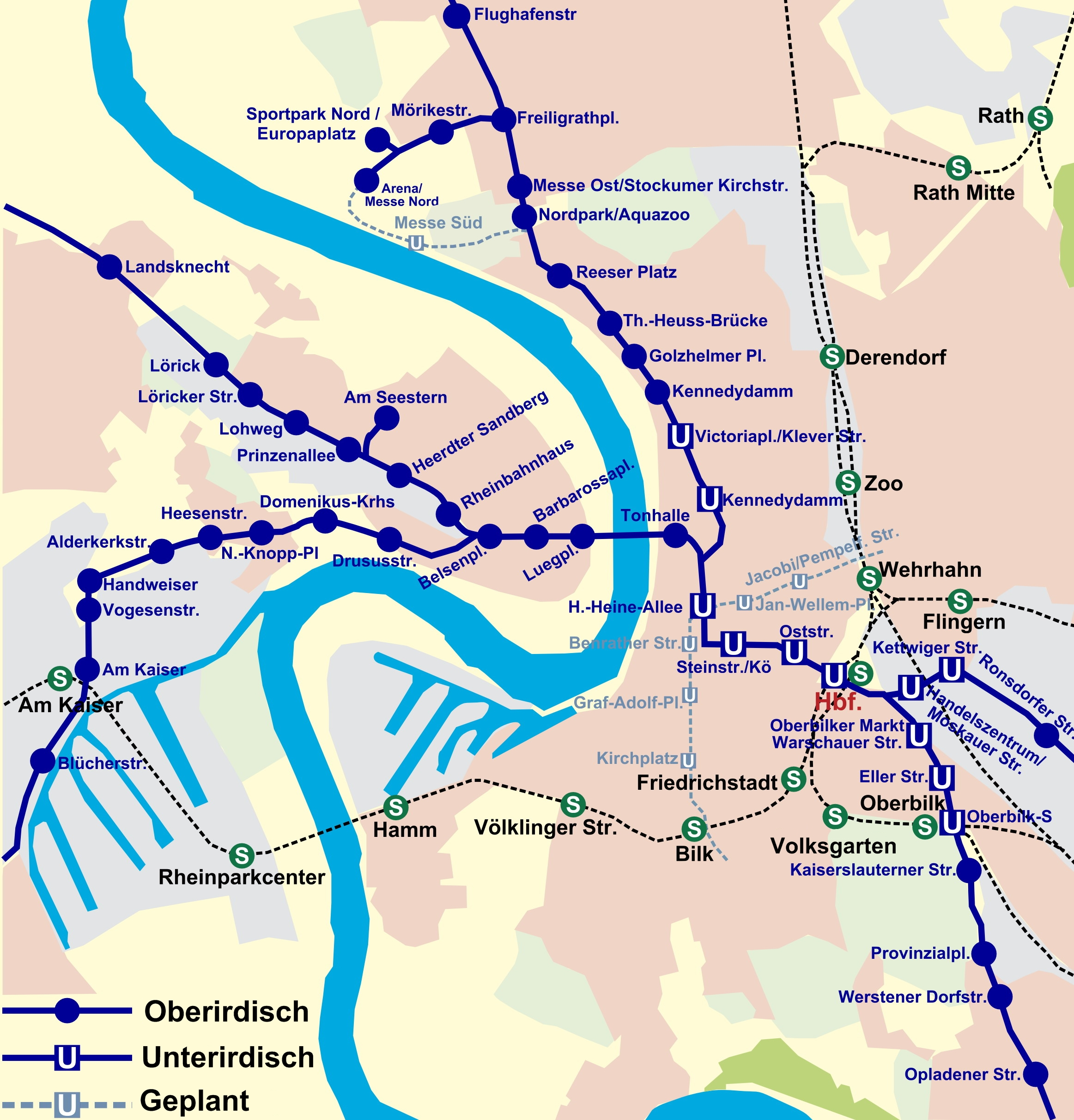

杜塞道夫城鐵（德語：Düsseldorf Stadtbahn）和萊茵-魯爾城市快鐵共同構成了德國城市杜塞道夫的兩大軌道公共交通系統。杜塞道夫城鐵通車於1988年8月6日。在2012年，杜塞道夫城鐵共有7條路線，全長68.5（42.6英里），擁有99個車站（其中17個是地下車站）。 